# パトリック・ヘミングウェイ
パトリック・ミラー・ヘミングウェイ（Patrick Miller Hemingway、1928年6月28日 - ）は、アーネスト・ヘミングウェイの次男である。
幼少期に両親と頻繁に旅行した。ハーバード大学を1950年に卒業し、その後、東アフリカで25年間暮らした。タンザニアでは、プロの大型動物ハンターとして活躍し、10年以上にわたってサファリ・ビジネスを経営した。1960年代には、国連からタンザニアの野生生物管理大学の講師に任命され、自然保護と野生生物に関する教育を担当した。1970年代にアメリカに戻り、父の知的財産を管理している。1950年代に父がアフリカ旅行を題材にして書いた未発表の小説を編集し、1999年に"True at First Light"（日本語訳題『ケニア』）というタイトルで出版した。

## 若年期
ミズーリ州カンザスシティで1928年6月28日に生まれた。母はヘミングウェイの2番目の妻ポーリン・ファイファーで、アーネスト・ヘミングウェイとの間に生まれた最初の子供である。1929年には両親と一緒にヨーロッパへ、1933年には夏にワイオミング州やアイダホ州へ旅行した。1940年に両親が離婚した後、父はマーサ・ゲルホーンと結婚し、キューバに移り住んだ。パトリックはたびたびキューバを訪れた。第二次世界大戦が始まると、パトリックは父が保有する船「ピラール」に乗り組み、メキシコ湾で活動するドイツのUボートを探した。パトリックは、スタンフォード大学で2年間学んだ後、ハーバード大学に編入し、1950年に歴史と文学の学士号を取得して卒業した。
1950年にヘンリエッタ・ブロイルズ(Henrietta Broyles)と結婚し、1960年に娘のミナ・ヘミングウェイ(Mina Hemingway)が生まれた。

## アフリカ
パトリックはアーカンソー州ピゴットにある母の農園で農業を学んだ。1951年に母が亡くなると、その遺産を使ってダルエスサラーム近郊に2,300-エーカー (9.3 km2)の農場を購入した。そして、妻と一緒にアフリカに移住し、そこに25年間暮らした。パトリックは人生の大半をタンガニーカで過ごし、サファリ探検会社を経営したり、裕福な後援者のために大型動物を仕留めるハンターをしたり、ケニア、ウガンダ、タンザニアで狩猟監視員を務めたりした。1955年にキリマンジャロの近くで「タンガニーカ・サファリ・ビジネス」という名のサファリ事業を始めたが、1960年代初頭に妻の病気を理由に断念した。国連食糧農業機関(FAO)の林業担当官としての仕事の一環として、タンザニア・ムウェカのアフリカ野生生物管理大学で12年間、野生動物の保護について教え、サブサハラアフリカで野生生物保護法を施行する武装警官を養成した。
1961年に父アーネストが、1963年に妻ヘンリエッタが亡くなった。1975年、パトリックはアメリカに帰国してモンタナ州ボーズマンに移り、現在も同地に住んでいる。父アーネスト・ヘミングウェイの知的財産の管理を監督しており、アメリカ国内および世界各国での出版、電子メディア、映画などのプロジェクトを行っている。

## 『ケニア』
パトリックは、父が執筆した未発表の小説の原稿をまとめて"True at First Light"（日本語訳題『ケニア』）というタイトルで1999年に発行した。この本は、1953年末から1954年初めにかけて、アーネストと4番目の妻メアリーが、パトリック夫妻を訪ねるために行った東アフリカ旅行を題材とし、事実とフィクションを織り交ぜたものである。この旅行の終わり頃、アーネスト・ヘミングウェイは2回続けて飛行機の墜落事故に遭い、一時は死亡が報告された。アーネストは頭に重傷を負ったが、アフリカを離れるまでほとんど医師の診断を受けなかった。キューバの自宅に戻った後、その旅行を題材にした小説の原稿が散発的に執筆されたが、最終的には破棄されていた。
原稿はジョン・F・ケネディ図書館のヘミングウェイ・アーカイブスにあり、パトリックは800ページの原稿を半分の量に編集した。パトリックは父の旅行に同行していたので、その年のアフリカでの出来事をよく知っており、『ケニア』の前書きにもそのことが書かれている。

## その他の著作物など
パトリックは、1990年の『アフリカの緑の丘』、1991年の"Valley of Life: Africa's Great Rift"、2003年の"Hemingway on Hunting"と"Hemingway on War"、2009年の『移動祝祭日』の再版に序文を寄稿している。2012年に出版された『武器よさらば』の特別版には、47通りの別のエンディングを全て収録し、パトリックが序文を書いている。
2021年4月5日、アーネスト・ヘミングウェイの人生、労苦、愛を再構成した全3話6時間のドキュメンタリー映画『ヘミングウェイ』がPBSで放送された。この作品は、ケン・バーンズとリン・ノヴィックが共同で制作・監督した。この作品には、パトリックの映像や写真、父との生活についてのインタビューなどが多く含まれている。

## 情報源
- “About Patrick Hemingway”. The Hemingway Review 19 (1):  6. (1999).
- Mellow, James R. (1992). Hemingway: A Life Without Consequences. New York: Houghton Mifflin. ISBN 0-395-37777-3
- Meyers, Jeffrey (1985). Hemingway: A Biography. London: Macmillan. ISBN 0-333-42126-4
- Oliver, Charles M. (1999). Ernest Hemingway A to Z: The Essential Reference to the Life and Work. New York: Checkmark. ISBN 0-8160-3467-2